# Етиз
Етиз (фр. Etuz) насеље је и општина у источној Француској у региону Франш-Конте, у департману Горња Саона која припада префектури Везул.
По подацима из 2011. године у општини је живело 670 становника, а густина насељености је износила | становника/km². Општина се простире на површини од 5,3 km². Налази се на средњој надморској висини од 205 метара (максималној 267 m, а минималној 207 m).

## Демографија
| 1962. | 1968. | 1975. | 1982. | 1990. | 1999. | 2011. |
| ----- | ----- | ----- | ----- | ----- | ----- | ----- |
| 199   | 223   | 201   | 382   | 467   | 563   | 670   |

График промене броја становника у току последњих година